# Sunbury (Pennsylvania)
Sunbury ist eine City im US-Bundesstaat Pennsylvania und der Verwaltungssitz des Northumberland County. Das U.S. Census Bureau hat bei der Volkszählung 2020 eine Einwohnerzahl von 9.719 ermittelt.  Sunbury befindet sich im Susquehanna River Valley in Zentral-Pennsylvania am Ostufer des Susquehanna River, direkt flussabwärts des Zusammenflusses von Haupt- und Westarm. Sie ist Teil des Rust Belt.

## Geschichte
Sunbury  beruht auf einer alten Indianersiedlung namens Shamokin (nicht zu verwechseln mit der Nahe gelegenen Siedlung Shamokin). Im Jahr 1745 beschrieb der presbyterianische Missionar David Brainerd, dass die Stadt sowohl auf der Ost- als auch auf der Westseite des Flusses und auch auf einer Insel lag. Brainerd berichtete, dass die Stadt 300 Indianer beherbergte, von denen die Hälfte Delawares waren und die andere Seneca und Tutelo. Der Siebenjähriger Krieg in Nordamerika brachte Kämpfe in weite Teile der Region. Die Delaware-Indianer in Shamokin blieben zu Beginn des Krieges lange Zeit neutral, zum Teil weil eine Dürre und ein unpassender Frost in Shamokin im Jahr 1755 sie ohne Vorräte zurückließen. Die Delaware-Indianer in Shamokin schlossen sich jedoch nach dem Gnadenhütten-Massaker im Jahr 1755 dem Krieg gegen Pennsylvania und die Engländer an. Das Pennsylvania Fort Augusta wurde 1756 in Shamokin gebaut. Im April 1756 begann die Regierung von Pennsylvania, ein Kopfgeld für Indianerskalps und Gefangene zu zahlen.
Am 21. März 1772 wurde Northumberland County gegründet und unterteilt. Die Siedlung Shamokin wurde im selben Jahr in Sunbury umbenannt, und die heutige Stadt Sunbury gibt das Jahr 1772 als Gründungsdatum an. Sie wurde nach Sunbury-on-Thames benannt, einer Stadt im Bezirk Spelthorne in Surrey, England, gleich außerhalb von Greater London. Das Borough Sunbury wurde 1797 gegründet und 1920 zu einer Stadt umgewandelt.
Lorenzo Da Ponte, der Librettist von Mozart und von Salieri, lebte nach seiner Ankunft in Amerika für einige Jahre in Sunbury. Thomas Edison installierte im Juli 1883 das erste erfolgreiche dreiadrige elektrische Beleuchtungssystem im damaligen City Hotel. Anlässlich der 150-Jahr-Feier der Stadt im Jahr 1922 wurde dieses in Edison Hotel umbenannt.

## Demografie
Nach einer Schätzung von 2019 leben in Sunbury 19.195 Menschen. Die Bevölkerung teilt sich im selben Jahr auf in 93,3 % Weiße, 3,8 % Afroamerikaner, 0,1 % amerikanische Ureinwohner und 1,9 % mit zwei oder mehr Ethnizitäten. Hispanics oder Latinos aller Ethnien machten 6,0 % der Bevölkerung von Sunbury aus. Das mittlere Haushaltseinkommen lag bei 34.644 US-Dollar und die Armutsquote bei 18,9 %.
| Bevölkerungsentwicklung Bei den Daten handelt es sich um Volkszählungsergebnisse. | Bevölkerungsentwicklung Bei den Daten handelt es sich um Volkszählungsergebnisse. | Bevölkerungsentwicklung Bei den Daten handelt es sich um Volkszählungsergebnisse. | Bevölkerungsentwicklung Bei den Daten handelt es sich um Volkszählungsergebnisse. | Bevölkerungsentwicklung Bei den Daten handelt es sich um Volkszählungsergebnisse. | Bevölkerungsentwicklung Bei den Daten handelt es sich um Volkszählungsergebnisse. | Bevölkerungsentwicklung Bei den Daten handelt es sich um Volkszählungsergebnisse. | Bevölkerungsentwicklung Bei den Daten handelt es sich um Volkszählungsergebnisse. | Bevölkerungsentwicklung Bei den Daten handelt es sich um Volkszählungsergebnisse. | Bevölkerungsentwicklung Bei den Daten handelt es sich um Volkszählungsergebnisse. | Bevölkerungsentwicklung Bei den Daten handelt es sich um Volkszählungsergebnisse. | Bevölkerungsentwicklung Bei den Daten handelt es sich um Volkszählungsergebnisse. | Bevölkerungsentwicklung Bei den Daten handelt es sich um Volkszählungsergebnisse. | Bevölkerungsentwicklung Bei den Daten handelt es sich um Volkszählungsergebnisse. |  |
| --------------------------------------------------------------------------------- | --------------------------------------------------------------------------------- | --------------------------------------------------------------------------------- | --------------------------------------------------------------------------------- | --------------------------------------------------------------------------------- | --------------------------------------------------------------------------------- | --------------------------------------------------------------------------------- | --------------------------------------------------------------------------------- | --------------------------------------------------------------------------------- | --------------------------------------------------------------------------------- | --------------------------------------------------------------------------------- | --------------------------------------------------------------------------------- | --------------------------------------------------------------------------------- | --------------------------------------------------------------------------------- |  |
| Jahr                                                                              | 1900                                                                              | 1910                                                                              | 1920                                                                              | 1930                                                                              | 1940                                                                              | 1950                                                                              | 1960                                                                              | 1970                                                                              | 1980                                                                              | 1990                                                                              | 2000                                                                              | 2010                                                                              | 2020                                                                              |  |
| Einwohner                                                                         | 9.810                                                                             | 13.770                                                                            | 15.721                                                                            | 15.626                                                                            | 15.462                                                                            | 15.570                                                                            | 13.687                                                                            | 13.025                                                                            | 12.292                                                                            | 11.591                                                                            | 10.610                                                                            | 9.905                                                                             | 9.719                                                                             |  |

## Sehenswürdigkeiten
Thomas Edison spielt eine wichtige Rolle in der Geschichte der Stadt, und das historische Edison Hotel wurde ihm zu Ehren umbenannt. Weitere historische Stätten sind das Beck House, das Northumberland County Courthouse und der Sunbury Historic District, die alle im National Register of Historic Places aufgeführt sind.

## Wirtschaft
Der Achterbahnhersteller Great Coasters International hat seinen Hauptsitz in der Stadt, ebenfalls Weis Markets, eine regionale Supermarktkette.

## Söhne und Töchter der Stadt
- Thomas Wilson (1772–1824), Politiker
- Daniel Cruger (1780–1843), Jurist und Politiker.
- John Schwartz (1793–1860), Politiker
- Jasper Ewing Brady (1797–1871), Politiker
- William Lewis Dewart (1821–1888), Politiker
- John P. S. Gobin (1837–1910), Politiker